# Silver Bowl 1990
Der Silver Bowl 1990 im Badminton fanden Mitte 1990 in Melbourne statt.

## Finalergebnisse
| Disziplin    | Sieger                        | Finalist                    | Ergebnis            |
| ------------ | ----------------------------- | --------------------------- | ------------------- |
| Herreneinzel | Paul Stevenson                | Nei Jun                     | 15–7, 15–6          |
| Dameneinzel  | Yong Sang                     | Anna Lao                    | 11–8, 5–11, 11–7    |
| Herrendoppel | Ong Beng Teong Paul Stevenson | Dean Galt Kerrin Harrison   | 17–16, 17–15        |
| Damendoppel  | Qian Jihua Sun Man            | Anna Lao Yong Sang          | 15–12, 13–15, 15–12 |
| Mixed        | Chen Jian Sun Man             | Paul Stevenson Rhonda Cator |                     |